# Non si paga, non si paga!
Non si paga, non si paga! è una commedia di Dario Fo e Franca Rame.
Scritta nel 1974, è un'opera strettamente legata al contesto storico e politico del tempo: fa infatti uso di titoli di giornali per parlare dell'attualità. All'epoca ebbe molto successo e anticipò tratti del teatro successivo di Franca Rame (Parliamo di Donne, 1977). Durante l'opera, Fo invita lo spettatore ad assumere uno sguardo attento e critico sulle cose, anticipando nel suo testo molte delle difficoltà che la società italiana avrebbe di lì a poco incontrato.
La commedia è una girandola di avvenimenti che si intrecciano. Ha un carattere politico-sociale, poiché analizza le crisi del suo tempo e le difficoltà del lavoro, denuncia i licenziamenti delle donne incinte e critica la Chiesa cattolica, che proibisce gli anticoncezionali.
La vicenda è ambientata nelle case popolari. La protagonista Antonia assiste ad una rivolta in un supermercato, con donne che rifiutano di pagare la merce o impongono esse stesse un prezzo, per protestare contro l'aumento dei prezzi, causato dall'inflazione. Antonia da tempo non paga affitto e bollette, e decide d'approfittare della manifestazione per riempirsi le borse.
In seguito, Antonia racconta la vicenda alla sua amica Margherita, che è ammirata ma ha anche paura della reazione dei mariti operai, che hanno una visione del bene e del male piuttosto stereotipata e influenzata dal pensiero comune. Il marito di Antonia è conservatore e cattolico, crede ciecamente alle informazioni della televisione e ha una tremenda paura della legge.